# Haden (Queensland)
Pour les articles homonymes, voir Haden.
Haden est une localité rurale de la région de Toowoomba dans l'état du Queensland en Australie.
Sa population était de 235 habitants en 2021.